# معركة دان نو أورا
معركة دان نو أورا (باليابانية: 壇ノ浦の戦い دان نو أورا نو تاتاكاي) كانت معركة بحرية رئيسية في حرب جينبه وقعت في شيمونوسكي، ياماغوتشي على سواحل جنوب جزيرة هونشو في اليابان. وقعت المعركة في 25 أبريل 1185 حيث أن ميناموتو نو يوشي-تسونه قائد عشيرة ميناموتو هزم تايرا نو مونيموري قائد عشيرة تايرا بعد نصف يوم من الصراع. على الرغم من أن جيش تايرا كان عددهم أقل من جيش ميناموتو إلا أن بعض المصادر تذكر أنهم كانوا على دراية أكبر بموقع المعركة والتكتيكات البحرية العسكرية حيث قسمت قواتها إلى ثلاث فرق بينما كانت قوة ميناموتو بشكل كتلة موحدة.
بدأت المعركة بتبادل إطلاق الأسهم على مسافة بعيدة قبل أن تشن تايرا هجوم على سفن ميناموتو وتوقف الرماة لفسح المجال للصراع بالسيوف والخناجر بعد أن اقتربت السفن من بعضها البعض، وهنا ظهرت أهمية العدد على التكتيك العسكري فكانت الغلبة لقوات ميناموتو.
بنتيجة هذه المعركة انتهت سيطرة عشيرة تايرا على الحكم في اليابان. وأصبح ميناموتو نو يوريتومو الأخ الأكبر لميناموتو نو يوشي-تسونه أول شوغون وأسس حكومته العسكرية (باكوفو) في كاماكورا.